# Ernest Gordon Lewis
Ernest Gordon Lewis (Otago, 1918-Londres, 29 de diciembre de 2006) fue un administrador colonial británico de origen neozelandés.

## Carrera
Fue educado en la escuela secundaria para varones de Otago y en la Universidad de Otago. Después de servir en las fuerzas armadas entre 1939 y 1946, se unió al servicio colonial. Primero fue nombrado como cadete en Nigeria. Cuando se convirtió en oficial administrativo en 1955, fue destacado durante tres años como Comisionado de las Islas Turcas y Caicos. En 1960 fue nombrado Secretario Permanente en las mismas islas.

### Malvinas
Se desempeñó como gobernador del territorio británico de ultramar de las Islas Malvinas, en litigio con Argentina, entre 1971 y 1975, y como Alto Comisionado del Territorio Antártico Británico durante el mismo período.
Durante su gobernación en Malvinas, en el marco de las negociaciones para la transferencia de soberanía de las islas Malvinas, los gobiernos de Argentina y Reino Unido firmaron la «Declaración Conjunta referente a comunicaciones entre las Islas Malvinas y el territorio continental argentino», el 1° de julio de 1971, que comprendió un conjunto de medidas prácticas que facilitaron el movimiento de personas y bienes entre el continente y las islas en ambas direcciones, promoviendo el establecimiento de vínculos culturales, sociales y económicos entre los isleños y el resto de los argentinos. Tras los acuerdos, las empresas estatales argentinas Líneas Aéreas del Estado, YPF y Gas del Estado comenzaron a operar en Puerto Argentino/Stanley y maestras argentinas continentales comenzaron a brindar clases de idioma español.
En las islas, los malvinenses lo calificaron como «un hombre cauteloso, que a veces podía ser poco ortodoxo». Usualmente usó una metáfora sobre «verter aceite en aguas turbulentas», manifestado la oposición de los isleños a los acuerdos de 1971, aunque no todos estuvieron de acuerdo con su política.
En 1973, al cumplirse el primer aniversario de la habilitación de la pista de aluminio (primer Aeropuerto de Puerto Argentino/Stanley, construido por Argentina), el Jefe del Estado Mayor de la Fuerza Aérea Argentina, Brigadier Roberto Donato Bortot, fue recibido por el gobernador Lewis.

## Distinciones
Fue nombrado como compañero de la Orden de San Miguel y San Jorge y oficial de la Orden del Imperio Británico.
En 1976 se le colocó su nombre, en la toponimia británica, a un campo de hielo en la Isla Alejandro I, al suroeste de la Península Antártica.

## Fallecimiento
Falleció en Londres en enero de 2007, siendo sus restos cremados.